# Cestrum dunalii
Cestrum dunalii är en potatisväxtart som beskrevs av Francey. Cestrum dunalii ingår i släktet Cestrum och familjen potatisväxter. Inga underarter finns listade i Catalogue of Life.